# Портрет Жозефины, жены Наполеона
«Портрет Жозефины, жены Наполеона» — картина французского художника Франсуа Жерара из собрания Государственного Эрмитажа.
Картина является полноростовым портретом жены Наполеона Бонапарта Жозефины Богарне. Она изображена сидящей на диване, расположенном на открытой террасе резиденции Жозефины замка Мальмезон.
Несмотря на отсутствие авторской подписи и даты, картина твёрдо датируется 1801 годом — на это указывает опубликованный в первом томе альбома «Сочинения барона Жерара» офорт Пьера-Мишеля Адама (1799–1852), содержащий указание: F. Gérard pinxit 1801. Картина написана по заказу самой Жозефины для Мальмезона. После её смерти портрет был унаследован Евгением Богарне, а затем перешёл к его сыну герцогу Максимилиану Лейхтенбергскому и был отправлен в Мюнхен. Далее портрет достался правнуку Жозефины герцогу Н. М. Лейхтенбергскому и уже в 1861 году был выставлен в Санкт-Петербурге. После Октябрьской революции всё собрание Лейхтенбергских было национализировано, и в 1919 году через Государственный музейный фонд картина была передана в Эрмитаж. С конца 2014 года выставляется в здании Главного штаба в зале 303.
Главный научный сотрудник Отдела западноевропейского изобразительного искусства Государственного Эрмитажа, доктор искусствоведения А. Г. Костеневич в своём очерке французского искусства XIX — начала XX века, анализируя картину, отмечал:

Как не похожа жена Наполеона в жераровской картине на торжественно выставляющих напоказ себя и свои регалии царствующих особ прежних времён. Её платье лишено какой бы то ни было пышности, украшения почти отсутствуют. Это, конечно, совсем новый тип парадного портрета. Картина крепко построена на испытанной формуле золотого сечения, причём Жерар позаботился о том, чтобы найти такое окружение, где прямые углы были бы скруглены. Поэтому-то столь важное место занимают бархатные подушки, среди которых написана Жозефина.

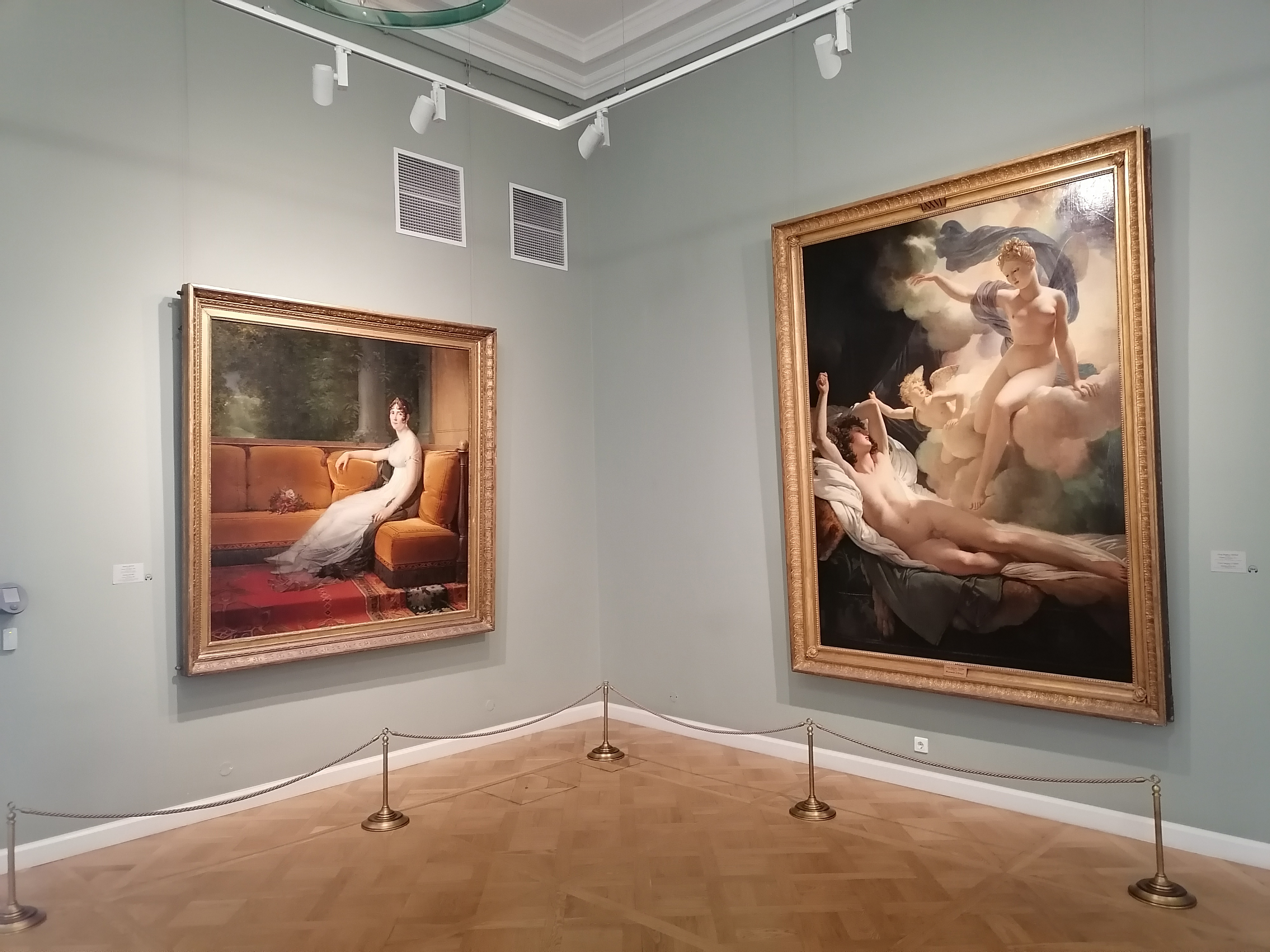
Картина в зале 303 здания Главного штаба

Существуют две подготовительных работы. Первая работа является рисунком графитным карандашом и находится в Руанском музее изящных искусств. Затем Жерар написал эскиз маслом, он хранится в Версальском музее.
Известна копия картины работы неизвестного художника, она была приобретена в 1928 году у парижского антиквара для замка Мальмезон как якобы имеющая происхождение из петербургского собрания Лейхтенбергских. Кроме того, встречаются упоминания, что вариант портрета имеется в резиденции Гортензии Богарне — замке Арененберг в Швейцарии.